# فایشی
فایشی (به لاتین: Feixi County) یک شهرستان در جمهوری خلق چین است که در هفئی واقع شده‌است.

## خصوصیات
فایشی ۲٬۰۵۳٫۱۹ کیلومترمربع مساحت و ۸۵۸٬۸۹۵ نفر جمعیت دارد.